# استیکنی (داکوتای جنوبی)
استیکنی(به انگلیسی: Stickney) شهری در ایالت داکوتای جنوبی کشور ایالات متحده آمریکا است که جمعیت آن در سرشماری سال ۲۰۱۰ میلادی، ۲۸۴ نفر بوده‌است.